# 小沃利齊亞
49°53′54″N 28°11′53″E / 49.89833°N 28.19806°E
小沃利齊亞（烏克蘭語：Мала Волиця），是烏克蘭北部的村莊，隸屬日托米爾州的日托米爾區。該村面積1.73平方公里，海拔高度250米，2001年人口375，人口密度每平方公里216.39人。